# クロノサウルス
クロノサウルス (Kronosaurus) は、中生代前期白亜紀のアプト期からアルブ期にオーストラリアに生息していた海棲爬虫類。具体的な体サイズには諸説あるものの最大級の首長竜であり、短い頸部と巨大な頭部を持つ頂点捕食者。属名の由来はギリシャ神話の神クロノス。クロノスはゼウスの父であり、息子による権威の簒奪を予言されたため「自分の子供達を次々と丸呑みして腹中に封じてしまう」という逸話があり、巨大な顎をもつこの生物の名前として採用された。ゼウスの父クロノス自体が時間の神クロノスと混同されることがよくあるため、しばしば「時のトカゲ」と和訳されることがあるが、厳密に言えば誤りである。

## 形態

サイズ比較（薄灰が以前の推測、濃灰がより新しい推測）

首長竜は「首が長く頭が小さいグループ」（プレシオサウルス亜目）と「首が短く頭が大きいグループ」（プリオサウルス亜目）に大別されるが、クロノサウルスは後者における最大級のものである。頭骨は3メートル近くもあり、最大全長はアルフレッド・ローマーの推定によれば12.8メートルであったが、2003年のベンジャミン・キアー (Benjamin Kear) によって行われた他のプリオサウルス類化石との比較から、最大で10メートルほどであった可能性が示唆されている。また吻は長く伸びた三角形となり、顎には最大30センチメートルに達する鋭い歯を多数持っていた。

## 生態
胃の内容物の痕跡から、頭足類、大型魚類や他の海棲爬虫類を主食にしていたことが判明している。鰭脚は後ろが大きい。胴体は硬く引き締まり、尾は短いが、上部には鰭があったと推定されている。全部の鰭脚と尾の鰭で舵取りを行っていたとされる。
クロノサウルスはこの海域で他の大型捕食動物との種間競争に直面していたと思われ、1つの標本にはクレトキシリナ科のサメによる噛み跡が残っている。下顎骨の噛み跡を示す溝が異常な隆起した骨の成長に囲まれていることから、標本は生きている間に治癒したとされる。

## 分類

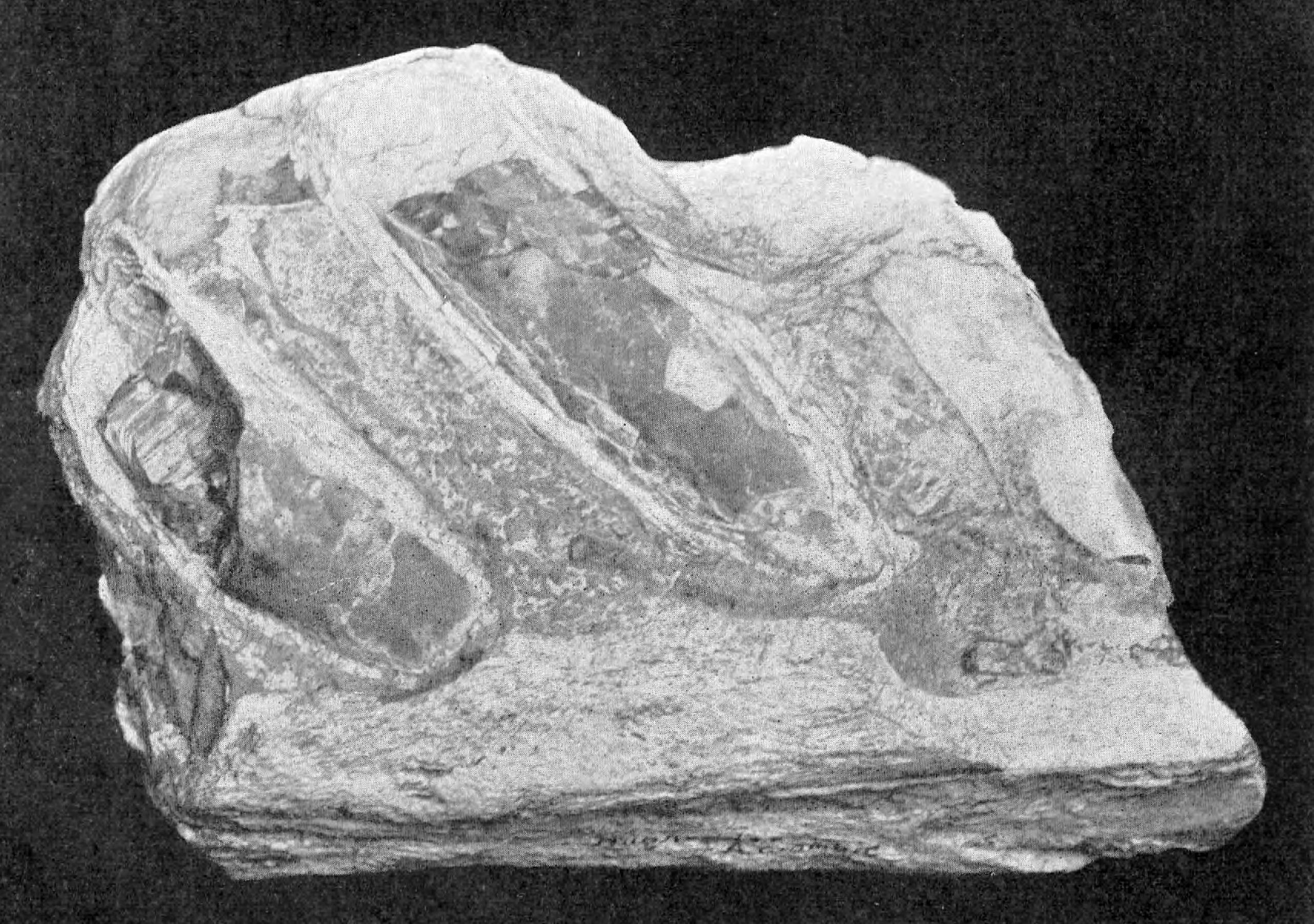
タイプ標本

クロノサウルスには、1924年に部分的な化石から記載され、その後の調査によりより多くの化石が発見されたという経緯がある。そのため、より完全な標本がタイプ標本と同種として分類できるかを疑問視し、より完全な標本を別属別種のEiectus longmaniとして再分類する論文が2021年に出版された。しかし、2023年の研究ではこの再分類が国際動物命名規約に反していると主張され、より完全な標本に対してもKronosaurus queenlandicusの名前が利用可能であるとされた。なお、コロンビアより1992年に記載されたKronosaurus boyacensisには後にMonquirasaurusという独自の属が与えられた。